# Morten Konradsen
Pour les articles homonymes, voir Konradsen.
Morten Konradsen, né le 3 mai 1996 à Bodø en Norvège, est un footballeur norvégien, évoluant au poste de milieu de terrain au FK Haugesund.

## Biographie

### En club
Né à Bodø en Norvège, Morten Konradsen est formé par le club local du FK Bodø/Glimt.
Le 31 juillet 2017, Morten Konradsen s'engage en faveur du Rosenborg BK.

## Palmarès
Rosenborg BK
- Championnat de Norvège (2) :
  - Champion : 2020 et 2018.

 FK Bodø/Glimt
- Championnat de Norvège (3) :
  - Champion : 2020, 2021 et 2023.